# 恶魔城II 诅咒的封印
《恶魔城II 诅咒的封印》（又译作，英文副標題譯作“西蒙的探險”）是一款由科乐美制作和发行的平台类冒险游戏。本游戏最初于1987年在FC磁碟机发行后游戏于1988年北美地区NES发行。

## 系統
本游戏与前作《恶魔城》比较相似。玩家控制着西蒙进行探险。途中乡民会提供线索或者谎言。他同样可以前往商人处购买物品。

## 評價
《任天堂力量》将本游戏列为FC游戏机第15大游戏。

## 外部連結
- 悪魔城ドラキュラシリーズ総合サイト （页面存档备份，存于）（日語）